# Кобельский, Францишек Антоний
Франци́шек Анто́ний Кобе́льский герба Порай (пол. Franciszek Antoni Kobielski, октябрь 1679 г., Янув-Подляский, Польша — 17.01.1755 г.) — католический епископ, титулярный епископ Антеополя и вспомогательный епископ Влоцлавека с 23 июля 1725 года по 19 ноября 1736 год, епископ Каменца-Подольского с 19 ноября 1736 года по 30 сентября 1739 года, епископ Луцка с 30 сентября 1739 года по 17 мая 1755 год.

## Биография
Францишек Антони Кобельский родился в октябре 1679 года. Был родственником и протеже примаса Польши Станислава Шембека, который способствовал его духовной карьере. 3 апреля 1706 года Францишек Антони Кобельский был рукоположён в священника, после чего был каноником ловицким, влоцлавским и гнезненским и варшавским деканом.
23  июля 1725 года Римский папа Бенедикт XIII назначил Францишка Антони Кобельского титулярным епископом Антеополя и вспомогательным епископом Влоцлавека. С 19 ноября 1736 года по 30 сентября 1739 года был епископом Каменца-Подольского. 30 сентября 1739 года был назначен епископом Луцка.
17 января 1755 года Францишек Антони Кобельский скончался в Януве-Подляском и был похоронен в крипте местной церкви Пресвятой Троицы.

## Награды
- Орден Белого Орла в 1744 году.

## Источник
- Piotr Nitecki, «Biskupi Kościoła w Polsce w latach 965—1999», ISBN 83-211-1311-7, Warszawa 2000.
- Krzysztof Rafał Prokop, «Sylwetki biskupów łuckich», ISBN 83-911918-7-7, Biały Dunajec — Ostróg 2001.